# Phylidonyris
Phylidonyris är ett fågelsläkte i familjen honungsfåglar inom ordningen tättingar: Släktet omfattar tre arter som förekommer i  Australien:
- Månbröstad honungsfågel (P. pyrrhopterus)
- Vitögd honungsfågel (P. novaehollandiae)
- Vitkindad honungsfågel (P. niger)